# マーガレット・ウィームズ (第3代ウィームズ女伯爵)
第3代ウィームズ女伯爵およびクロマーティ伯爵夫人マーガレット・ウィームズ（英語: Margaret Wemyss, 3rd Countess of Wemyss and Countess of Cromarty、1659年1月1日 – 1705年3月11日）は、スコットランド貴族。

## 生涯
第2代ウィームズ伯爵デイヴィッド・ウィームズと3人目の妻マーガレット（Margaret、旧姓レスリー（Leslie）、1688年没、第6代ロシズ伯爵ジョン・レスリーの娘）の娘として、1659年1月1日に生まれた。
1671年12月25日/1672年3月28日、遠戚にあたるサー・ジェームズ・ウィームズ（1682年12月没、サー・ジェームズ・ウィームズの息子）と結婚、2男3女をもうけた。夫ジェームズは結婚直後の1672年4月15日に一代貴族であるバーンティスランド卿（Lord Burntisland、スコットランド貴族）に叙された。
- デイヴィッド（1678年4月29日 – 1720年3月15日） - 第4代ウィームズ伯爵
- アン（1675年10月18日 – 1702年1月9日） - 1691年9月3日以降に第3代リーヴェン伯爵デイヴィッド・レズリーと結婚、子供あり
- マーガレット（1677年4月1日 – 1763年3月29日） - 1697年1月29日、第4代ノーセスク伯爵デイヴィッド・カーネギーと結婚、子供あり
- ジョン（1680年10月14日洗礼） - 夭折
- キャサリン（Catherine、1682年12月15日洗礼） - 早世

1672年時点で4人の同母兄と6人の異母兄が死去しており、父の男子継承者のいない状態だったため、ウィームズ伯爵は1672年8月23日に一旦爵位を返上して再叙爵を受け（ノヴォダマス）、自身の死後にマーガレット、ついでその男系子孫が爵位を継承できるようにした。その後、ウィームズ伯爵が1679年6月に死去すると、マーガレットは1625年創設の準男爵位を除く爵位を継承した。
1700年4月11日、クラモンドで初代ターバット子爵ジョージ・マッケンジー（後の初代クロマーティ伯爵、1630年 – 1714年8月17日）と再婚した。
1705年3月11日に死去、息子デイヴィッドが爵位を継承した。